# Unwin Ledge
Unwin Ledge ist ein 1950 m hoher und abgeflachter Gebirgskamm im ostantarktischen Viktorialand. In der Asgard Range ragt er westlich der Hothem-Kliffs und 1,5 km südlich des Mount Hall auf. Sein plateauartiger Gipfelkamm ist vereist und erhebt sich 400 m über die Kopfenden des Newall- und des Kanada-Gletschers.
Das New Zealand Geographic Board benannte ihn 1998 nach Robert Sidney Unwin (1918–1996), vormaliger Leiter der DSIR Geophysics Division, der von 1958 bis 1959 auf der Scott Base tätig war.